# Otó IV de Brunswick-Grubenhagen
Otó IV de Brunswick - Grubenhagen (1320 – 1 de desembre de 1398) fou el quart i últim marit de Joana I de Nàpols. Fou també comte consort de Provença. Portava que el títol de príncep de Tàrent i per aquesta raó fou també conegut com a Otó el Tarentí.

## Biografia
Era el fill gran d'Enric II, duc de Brunswick-Grubenhagen (vers 1289 - 1351) i de la seva primera muller Jutta de Brandenburg.
El 1353, es va casar amb la seva primera muller Violant de Vilaragut, una filla de Berenguer de Villaragut i vídua de Jaume III de Mallorca. No hi va haver fills d'aquest matrimoni. Vers 1372, Otó ja era un vidu.
El 25 de setembre de 1376, Otó es va tornar a casar, l'escollida fou la reina Joana I de Nàpols. El nuvi tenia cinquanta-sis anys i la núvia aproximadament quaranta-vuit. Es convertí en consort reial però altra vegada no hi va haver fills. Joana I de Nàpols escollí el príncep alemany per la seva reputació de bon comerciant i esperava poder tenir el tan desitjat hereu amb ell, il·lusió que no es va veure realitzada.
L'anomenat Cisma d'Occident va començar el 1378 amb l'elecció de dos papes rivals, Urbà VI de Roma i Climent VII d'Avinyó. Joana donava suport a Climent VII i es va aliar amb el seu principal suport Carles V de França. Sense gaires esperances de tenir fills propis, Joana va escollir l'aliança francesa i va adoptar com a successor a Lluís d'Anjou (Lluís I de Nàpols), germà petit del rei Carles V.
Urbà VI va proclamar la deposició de Joana el 1381 i va nomenar el seu segon cosí Carles de Durazzo com el seu candidat pel tron suposadament vacant. Carles va passar els següents mesos reunint el seu exèrcit dins del Regne d'Hongria i llavors va marxar contra el Regne de Nàpols en l'anomenada guerra de la Unió d'Ais. Otó va dirigir l'exèrcit napolità en la batalla però fou derrotat a Nàpols el 1381. Joana I i Otó foren fets presoners per Carles de Durazzo. L'any següent la reina Joana morí estrangulada a la presó al Castell de San Fele el 12 de maig del 1382 i Otó continuà un temps en captiveri fins al 1384; després es va exiliar de Nàpols. Carles de Durazzo es va convertir en el rei Carles III de Nàpols mentre el duc Lluís II d'Anjou, fill adoptiu de la reina Joana esdevenia el pretendent al tron napolità; Otó va entrar al seu servei des del 1384. El 1387 Lluís va aconseguir entrar a Nàpols i fer fora el príncep de Durazzo. El 10 d'abril del 1392 Tommaso da San Severino i Bernabò da San Severino, en favor de Lluís II de Provença, van derrotar i capturar en una emboscada a Ascoli Satriano Alberico da Barbiano i Otó de Brunswick, que lluitaven per Ladislau I de Nàpols.
Otó va sobreviure a Joana en com a mínim setze anys però mai no es va tornar a casar; finalment va morir el 13 de maig del 1399 a Nàpols i fou enterrat a Foggia. Fou succeït pel seu primer cosí, Eric de Brunswick-Grubenhagen, abans duc d'Einbeck.